# Ла-Кор (Каталонія)
Ла-Кор (кат. La Quar, вимова літературною каталанською [ła kɔ́ɾ]) - муніципалітет, розташований в Автономній області Каталонія, в Іспанії. Код муніципалітету за номенклатурою Інституту статистики Каталонії - 81770. Знаходиться у районі (кумарці) Барґаза (коди району - 14 та BD) провінції Барселона, згідно з новою адміністративною реформою перебуватиме у складі Баґарії (округи) Центральна Каталонія. 

## Назва муніципалітету
Назва муніципалітету походить від лат. illa corre.

## Населення
Населення міста (у 2007 р.) становить 61 особа (з них менше 14 років - 3,3%, від 15 до 64 - 72,1%, понад 65 років - 24,6%). У 2006 р. народжуваність склала 0 осіб, смертність - 1 особа, зареєстровано 0 шлюбів. У 2001 р. активне населення становило 36 осіб, з них безробітних - 2 особи.

Серед осіб, які проживали на території міста у 2001 р., 59 народилися в Каталонії (з них 34 особи у тому самому районі, або кумарці), 8 осіб приїхало з інших областей Іспанії, а 3 особи приїхали з-за кордону. 

Вищу освіту має 13,8% усього населення. 

У 2001 р. нараховувалося 21 домогосподарство (з них 9,5% складалися з однієї особи, 38,1% з двох осіб,9,5% з 3 осіб, 23,8% з 4 осіб, 4,8% з 5 осіб, 0% з 6 осіб, 14,3% з 7 осіб, 0% з 8 осіб і 0% з 9 і більше осіб).

Активне населення міста у 2001 р. працювало у таких сферах діяльності : у сільському господарстві - 32,4%, у промисловості - 14,7%, на будівництві - 14,7% і у сфері обслуговування - 38,2%. 

 У муніципалітеті або у власному районі (кумарці) працює 11 осіб, поза районом - 26 осіб.

### Безробіття
У 2007 р. нараховувалося 1 безробітний (у 2006 р. - 1 безробітний), з них чоловіки становили 0%, а жінки - 100%.

## Економіка

### Підприємства міста

#### Промислові підприємства
| \| Промислові підприємства міста, за сферою діяльності \| Промислові підприємства міста, за сферою діяльності \| Промислові підприємства міста, за сферою діяльності \| \| Рік \| 2002 р. \| 2001 р. \| \| --------------------------------------------------- \| --------------------------------------------------- \| --------------------------------------------------- \| \| Енергетичні та водні ресурси \| 0% \| 0% \| \| Хімія та метали \| 0% \| 0% \| \| Переробка металів \| 0% \| 0% \| \| Продукти харчування \| 100% \| 100% \| \| Текстиль \| 0% \| 0% \| \| Виробництво меблів, видання \| 0% \| 0% \| \| Інше \| 0% \| 0% \| \| Усього підприємств \| 1 \| 1 \| |         |         |
| Промислові підприємства міста, за сферою діяльності |         |         |
| Рік | 2002 р. | 2001 р. |
| Енергетичні та водні ресурси | 0%      | 0%      |
| Хімія та метали | 0%      | 0%      |
| Переробка металів | 0%      | 0%      |
| Продукти харчування | 100%    | 100%    |
| Текстиль | 0%      | 0%      |
| Виробництво меблів, видання | 0%      | 0%      |
| Інше | 0%      | 0%      |
| Усього підприємств | 1       | 1       |

#### Сфера послуг
| \| Підприємства міста, що працюють у сфері послуг, за діяльністю \| Підприємства міста, що працюють у сфері послуг, за діяльністю \| Підприємства міста, що працюють у сфері послуг, за діяльністю \| \| Рік \| 2002 р. \| 2001 р. \| \| ------------------------------------------------------------- \| ------------------------------------------------------------- \| ------------------------------------------------------------- \| \| Гуртова торгівля \| 0% \| 0% \| \| Готелі та готельний бізнес \| 0% \| 0% \| \| Транспорт та зв'язок \| 0% \| 0% \| \| Посередницькі фінансові послуги \| 0% \| 0% \| \| Послуги підприємствам \| 0% \| 0% \| \| Послуги фізичним особам \| 100% \| 100% \| \| Нерухомість та ін. \| 0% \| 0% \| \| Усього підприємств \| 2 \| 2 \| |         |         |
| Підприємства міста, що працюють у сфері послуг, за діяльністю |         |         |
| Рік | 2002 р. | 2001 р. |
| Гуртова торгівля | 0%      | 0%      |
| Готелі та готельний бізнес | 0%      | 0%      |
| Транспорт та зв'язок | 0%      | 0%      |
| Посередницькі фінансові послуги | 0%      | 0%      |
| Послуги підприємствам | 0%      | 0%      |
| Послуги фізичним особам | 100%    | 100%    |
| Нерухомість та ін. | 0%      | 0%      |
| Усього підприємств | 2       | 2       |

## Житловий фонд
У 2001 р. 4,8% усіх родин (домогосподарств) мали житло метражем до 59 м2, 23,8% - від 60 до 89 м2, 33,3% - від 90 до 119 м2 і
38,1% - понад 120 м2.

З усіх будівель у 2001 р. 65,2% було одноповерховими, 34,8% - двоповерховими, 0
% - триповерховими, 0% - чотириповерховими, 0% - п'ятиповерховими, 0% - шестиповерховими,
0% - семиповерховими, 0% - з вісьмома та більше поверхами.

## Автопарк
| \| Автомобілі, зареєстровані у місті, за призначенням \| Автомобілі, зареєстровані у місті, за призначенням \| Автомобілі, зареєстровані у місті, за призначенням \| \| Рік \| 2006 р. \| 2005 р. \| \| -------------------------------------------------- \| -------------------------------------------------- \| -------------------------------------------------- \| \| Приватні автомобілі \| 42,6% \| 41,1% \| \| Мотоцикли \| 2,9% \| 5,5% \| \| Вантажівки \| 44,1% \| 45,2% \| \| Трактори \| 0% \| 0% \| \| Автобуси та ін. \| 10,3% \| 8,2% \| \| Усього автомобілів \| 68 шт. \| 73 шт. \| |         |         |
| Автомобілі, зареєстровані у місті, за призначенням |         |         |
| Рік | 2006 р. | 2005 р. |
| Приватні автомобілі | 42,6%   | 41,1%   |
| Мотоцикли | 2,9%    | 5,5%    |
| Вантажівки | 44,1%   | 45,2%   |
| Трактори | 0%      | 0%      |
| Автобуси та ін. | 10,3%   | 8,2%    |
| Усього автомобілів | 68 шт.  | 73 шт.  |

## Вживання каталанської мови
У 2001 р. каталанську мову у місті розуміли 100% усього населення (у 1996 р. - 100%), вміли говорити нею 91% (у 1996 р. - 
81,8%), вміли читати 86,6% (у 1996 р. - 83,6%), вміли писати 77,6
% (у 1996 р. - 54,5%). Не розуміли каталанської мови 0%.

## Політичні уподобання
У виборах до Парламенту Каталонії у 2006 р. взяло участь 36 осіб (у 2003 р. - 41 особа). Голоси за політичні сили розподілилися таким чином:
| \| Вибори до Парламенту Каталонії \| Вибори до Парламенту Каталонії \| Вибори до Парламенту Каталонії \| \| Рік \| 2006 р. \| 2003 р. \| \| -------------------------------------- \| ------------------------------ \| ------------------------------ \| \| Конвергенція та Єднання (CiU) \| 52,8% \| 46,3% \| \| Соціалістична партія Каталонії (PSC) \| 11,1% \| 4,9% \| \| Народна партія (PP) \| 13,9% \| 14,6% \| \| Ініціатива за зелену Каталонію (IC) \| 0% \| 2,4% \| \| Республіканська лівиця Каталонії (ERC) \| 13,9% \| 17,1% \| \| Громадянська партія (C's) \| 0% \| 0% \| \| Інші \| 8,3% \| 14,6% \| |         |         |
| Вибори до Парламенту Каталонії |         |         |
| Рік | 2006 р. | 2003 р. |
| Конвергенція та Єднання (CiU) | 52,8%   | 46,3%   |
| Соціалістична партія Каталонії (PSC) | 11,1%   | 4,9%    |
| Народна партія (PP) | 13,9%   | 14,6%   |
| Ініціатива за зелену Каталонію (IC) | 0%      | 2,4%    |
| Республіканська лівиця Каталонії (ERC) | 13,9%   | 17,1%   |
| Громадянська партія (C's) | 0%      | 0%      |
| Інші | 8,3%    | 14,6%   |